# Président de la république d'Albanie
Le président de la république d'Albanie est le chef de l'État de l'Albanie, dont les compétences politiques et institutionnelles sont régies par la partie IV de la Constitution de l'Albanie.
Selon l'article 86 de la Constitution de l’Albanie, il représente l'unité du pays et son rôle est essentiellement protocolaire et représentatif, le pouvoir exécutif étant majoritairement détenu par le Premier ministre.
Élu pour un mandat de cinq ans par l'Assemblée d'Albanie, il ne peut concourir pour un second mandat présidentiel consécutif qu'une seule fois, et ce pour la même durée.

## Système électoral
Le président de la république d'Albanie est élu pour un mandat de cinq ans au suffrage indirect et secret par un collège électoral composé des 140 membres de l'Assemblée d'Albanie. Le mandat n'est renouvelable qu'une seule fois, de manière consécutive ou non.
Lors des trois premiers tours, est élu le candidat réunissant la majorité qualifiée des trois-cinquièmes du total des membres du collège électoral, soit 84 voix sur 140. À partir du quatrième tour de scrutin, cette condition est abaissée à la majorité absolue du total des membres, soit 71 voix. Si toujours aucun candidat ne l'emporte, un cinquième tour est organisé entre les deux candidats ayant obtenus le plus de voix au quatrième tour. Comme la majorité exigée est toujours celle du total des membres, et non des suffrages exprimés, il est cependant possible qu'aucun candidat ne parvienne à être élu. Chaque tour de scrutin intervient par ailleurs dans un délai de sept jours suivant le tour précédent.
Si aucun candidat ne l'emporte à l'issue du cinquième tour, l'assemblée est dissoute et des élections législatives anticipées convoquées dans les quarante cinq jours. Le scrutin présidentiel reprend alors sous la nouvelle législature, et ce directement à la majorité absolue du total de ses membres.
Tout candidat à la présidence de la République doit répondre aux exigences prescrites par les articles 86 et 87 de la Constitution : détenir la nationalité albanaise de naissance, avoir au moins quarante ans révolus le jour de l'élection, avoir résidé en Albanie pendant les 10 années précédents la candidature, et recueillir les parrainages d'au moins vingt députés. Chaque député ne peut proposer la candidature que d'un seul candidat. L'assemblée comportant 140 députés, un maximum de sept candidats peuvent ainsi être en lice. Lors du cinquième tour, cependant, de nouvelles candidatures peuvent être soumises, auquel cas ne restent en lice que les deux candidats ayant reçus le plus de parrainages.
L'élection est organisée dans les soixante jours précédant la fin du mandat du président sortant ou, en cas de fin anticipée du mandat, dans les dix jours suivant celle ci. Un président ayant démissionné avant la fin de son mandat ne peut se présenter à l'élection présidentielle qui suit sa démission.

### Indépendance de la fonction
Selon l'article 89 de la Constitution d'Albanie, le président de la République, lorsqu'il exerce ses fonctions, ne peut exercer aucune autre fonction publique, être le membre d'un parti où exercer une activité privée.

### Prestation de serment
Le président de la République prend ses fonctions à sa prestation de serment devant l'Assemblée d'Albanie mais après la fin du mandat précédent. Le serment que doit prêter le président est prévu à l'article 88(3) de la Constitution :

« Betohem se do t'i bindem Kushtetutës dhe ligjeve të vendit, do të respektoj të drejtat dhe liritë e shtetasve, do të mbroj pavarësinë e Republikës së Shqipërisë dhe do t'i shërbej interesit të përgjithshëm dhe përparimit të Popullit Shqiptar. Zoti më ndihmoftë. »

— article 88(3) de la Constitution de l'Albanie

« Je jure d'obéir à la Constitution et aux lois du pays, de respecter les droits et libertés des citoyens, de protéger l'indépendance de la République, et d'agir dans l'intérêt général et pour le progrès du peuple albanais. Que Dieu me vienne en aide. »

— article 88(3) de la Constitution de l'Albanie
L'appel à l'aide de Dieu concluant le serment peut être omis.

## Compétence

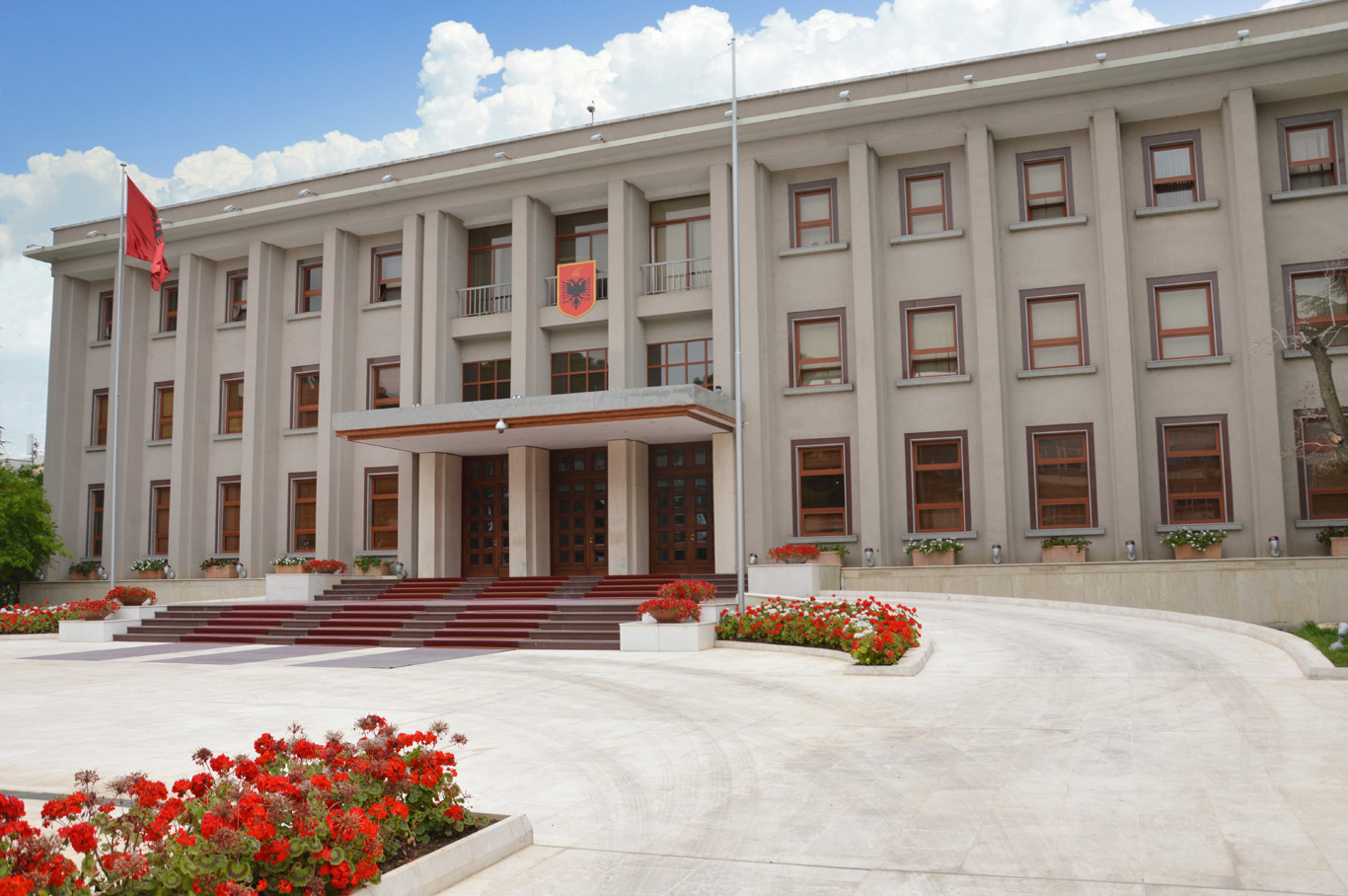
Façade du palais présidentiel à Tirana.

En vertu de l'article 92 de la Constitution, le président dispose des pouvoirs et fonctions suivants :
- il peut adresser des messages à l'Assemblée,
- il exerce le droit de grâce conformément à la loi,
- il octroie la citoyenneté albanaise et autorise son retrait en vertu de la loi,
- il donne les décorations et titres conformément à la loi,
- il a le rang militaire le plus élevé conformément à la loi,
- sur proposition du Premier ministre, il désigne et renvoi les représentants plénipotentiaires de la république d'Albanie auprès des autres États et organisations internationales,
- il accepte les lettres de créance des représentants diplomatiques des autres États et organisations internationales accrédité en république d'Albanie,
- il signe les accords internationaux conformément à la loi,
- sur proposition du Premier ministre, il désigne le directeur du bureau de renseignement du pays,
- il nomme le président de l'Académie des Sciences et les recteurs d'université conformément à la loi,
- il établit la date des élections législatives, des élections locales, et décide de l'organisation de référendums,
- et il peut demander l'opinion des directeurs des institutions étatiques pour les questions relevant de leurs fonctions.

## Statut
D'après l'article 90(1) de la Constitution, le président de la République n'est pas responsable des actions accomplies pendant son mandat.
En cas de graves violations de la Constitution ou commission d'un crime grave, le président de la République peut être congédié. Afin d'y parvenir, un quart des membres de l'Assemblée doit être à l'origine de la proposition. Celle-ci doit être soutenu par au moins deux tiers de ses membres. La décision de l'Assemblée est ensuite envoyée à la Cour constitutionnelle qui vérifie la décision et la culpabilité du président puis le démet de ses fonctions.

## Succession
En vertu de l'article 91(1) de la Constitution albanaise, lorsque le président de la République est incapable d'exercer ses fonctions, ou que son poste est vacant, le président de l'Assemblée prend sa place et exerce ses pouvoirs.
Si le président ne peut exercer ses fonctions pendant plus de 60 jours, l'Assemblée peut décider d'en référer à la Cour constitutionnelle qui vérifiera son incapacité. Si celle-ci est confirmée, la fonction de président reste vacante et de nouvelles élections sont organisés dans les dix jours.

## Sources

## Compléments